# Дауит, Жанболат
Дауит Жанболат (каз. Дәуіт Жанболат Рахатұлы; род. 7 июня 1994 года, Сарыколь) — казахстанский спортсмен-ориентировщик.
Чемпион Азии в эстафете (2014). Призёр Чемпионата Азии (2012,2014,2018 гг.). Чемпион Казахстана (2012,2016,2018,2019,2021,2022,2023). Призёр Казахстана по спортивному ориентированию (2015, 2016,2017,2018,2019,2021,2022,2023).

## Биография
Родился в посёлке Сарыкөл Темирский район Актюбинской области. В семье самый младший. Женат с 2020 года на Сырга Лукман. В школе учился на отлично и занимался таэквондо 3 года. 2009 году закончив 9 класс поступил КПТК(Карагандинский Высший политехнический Колледж). Окончил Карагандинский политехнический колледж 2013 году по специальности «защита в чрезвычайных ситуациях».
2013—2014 служил в армии г. Капчагай инженерно-саперная бригада
с 2014 года начал работу в своём колледжем преподавателем и параллельно учился в Карагандинском Государственном Техническом Университете по специальности «Безопасность жизнедеятельности и защита окружающей среды»
В октябре 2016 года устроился на работу Западно-Казахстанский Областной центр детско-юношеского туризма и экологии. С марта 2019 года перешёл в сборную Карагандинской области и стал работать преподавателем в Карагандинском высшем политехническом колледже. С сентября 2019 года параллельно работал в спортивной школе ОССШ "Жалын" тренером по спортивному ориентированию.  Спортивным ориентированием начал заниматься в 2009 году. Выступал за Карагандинский политехнический колледж с 2009 по 2016 год, затем перешёл в команду Западно-Казахстанской области. Серебряный призёр Азии в Уси 2012, 2014 годов, бронзовый призёр Чемпионата Азии в Щучинске (2014) и в Гонконге (2018), чемпион международной многодневки Supersprint IST5DAYS-2014 в Стамбуле.Участник Чемпионата Мира по спортивному ориентированию 2018 г. Рига-Сигулда (WOC-2018)